# Болонская псалтырь
Болонская псалтырь (Psalterium Bononiense)— среднеболгарская рукопись, хранящаяся в библиотеке Болонского университета под № 2499.
Написана на кириллице при царе Иване Асене II (следовательно, между 1230 и 1241 годами) Иосифом и Тихотой недалеко от Охрида в селе Равне. Это следует из приписки на листе 126б, оставленной Тихотой. В примечании на листе 105а говорится о еще одном человеке, Белославе, который переписал 1 страницу псалтыри, чтобы помочь своему брату Иосифу. Иосиф, Тахота и Белослав, по всей видимости, были мирянами и настоящими братьями, а не монахами, условно называвшими друг друга «братьями». На листе 127 есть более поздняя приписка от иеромонаха Данаила (вероятно, вдовец), который купил книгу в Битоле у Тодора из Равне по цене «позлатените попадиини обеци и 2 перпера». Лист 126 содержит примечание знаменитого слависта Ватрослава Ягича (1838—1923).
Книга содержит 264 пергаментных листа с размерами 27 на 20 см. Ее текст украшен тератологичными инициалами и написан черными чернилами в 2 колонки: в левой находятся Псалмы Давида, а в правой, более мелкими буквами, — толкования Исихия Иерусалимского (ранее их приписывали Афанасию Александрийскому).
Ватрослав Ягич, который в 1907 году издает текст Болонской псалтыри, пишет: 
Поскольку Македония является родиной нашего памятника, никто не удивится, что в нем соблюдается правильная старославянская грамматика с болгарского типа орфографией… Болгарский характер языка Болонской псалтыри особенно подчеркивается смешанным — по среднеболгарски — использованием юсов ѧ и ѫ.
В языке встречаются и более новые формы третьего лица множественного числа прошлого совершенного времени «oв»-типа (ωтрѣшихѫ, призвахѫ, прѣвратихѫ) и окончание -ме в первом лице множественного числа настоящего времени — есме, вѣме, имаме.

## Издания
- В. Ягич, Словѣньская псалтирь — Psalterium Bononiense. Wien, 1907
- Дуйчев, И. Болонски псалтир: български книжовен паметник от XIII век. С., 1968 [фототипно издание]

## Исследования
- Щепкин, В. Н. Болонская псалтырь. Санкт-Петербург, 1906
- Мищенко, Ж. Сколько было переписчиков Болонской Псалтыри? — Полата кънигописьная, 27-28, 1995, 84-89
- Мусакова, Е. За един литургичен (или семантичен?) маркер в Болонския псалтир. — В: Християнска агиология и народни вярвания: Сборник в чест на ст. н.с. Елена Коцева (ред. А. Милтенова, Е. Томова, Р. Станкова). С., 2008, 429—436